# Reinhard Glemnitz
Reinhard Glemnitz (* 27. November 1930 in Breslau) ist ein deutscher Schauspieler und Synchronsprecher.

## Leben
Nach seiner Schauspielausbildung an der Otto-Falckenberg-Schule in München (1946/47) bestritt Glemnitz seine Anfängerjahre überwiegend mit Kabarett: „Die Kabarettiche“ in Köln und Gastspiele der Studiobühne der „Kleinen Freiheit“ in Zürich und Wien. Im Jahr 1948 begann er als Sprecher beim Bayerischen Rundfunk. Seine erste Filmrolle folgte 1954 mit 08/15. Neben Die Geschichte von Joel Brand (1964) mit Herwig Walter war es eine seiner wenigen „Uniformrollen“. Im Jahr darauf spielte er in Rosenmontag und 1960 in Mein Schulfreund von Robert Siodmak. Von 1956 bis 1958 stand er in Wuppertal auf der Bühne, im Anschluss daran hatte er bis 1961 weitere Engagements am Bayerischen Staatsschauspiel in München. Es folgten diverse Auftritte in Film und Fernsehen, darunter der Durbridge-Dreiteiler Die Schlüssel, die Spionageserie Die fünfte Kolonne, Das Kriminalmuseum, und die Science-Fiction-Serie Raumpatrouille sowie die Produktionen Der Millionenbauer, Polizeiinspektion 1, Die Wannseekonferenz, SOKO 5113, Das Traumschiff, Derrick, Weißblaue Geschichten, Anna Maria und Kanal fatal.
Seine bekannteste Rolle als Inspektor Robert Heines spielte er von 1968 bis 1975 in der erfolgreichen ZDF-Krimiserie Der Kommissar, was ihm zusammen mit den drei anderen Hauptdarstellern in der Kategorie „Beste Fernsehserie“ vier Mal den Fernsehpreis „Bambi“ in Gold (1970, 1971, 1972 und 1975) und ein Mal in Silber (1973) einbrachte. 1990 bekam er in Leipzig einen Ehren-Bambi. Vom Bayerischen Rundfunk erhielt er 1998 anlässlich seines 50-jährigen Sprecher-Jubiläums die „Goldene Medaille“ verliehen.
Von 1981 bis 1983 stand Reinhard Glemnitz in Wien, West-Berlin und München mit dem Musical Evita auf der Bühne, wo er in der Rolle des Obersts Perón auch seine Gesangskünste unter Beweis stellen durfte. 1996 spielte er im Musical Hello Dolly die Rolle des Vandergelder in der Komödie im Bayerischen Hof in München.
Im Synchronstudio lieh er seit 1955 u. a. Richard Harris (z. B. in Camelot), Anthony Perkins (in Der Prozess, Lieben Sie Brahms? und Die dritte Dimension), Michael Caine (in Der tödliche Schwarm), Bernard Hill als König Théoden in Der Herr der Ringe, Tom Courtenay in Die letzte Runde, Bernard Le Coq in dem Chabrol-Film Die Blume des Bösen und Christopher Plummer in Insider seine Stimme. Außerdem sprach er Judd Hirsch, einen seiner Lieblingsschauspieler, in den Serien Mein lieber John, George & Leo sowie bei einem Gastauftritt in Caroline in the City. In der Fernsehserie SeaQuest DSV ist er für Michael Ironside zu hören, in Stargate Atlantis synchronisiert er Mitch Pileggi und in The Agency – Im Fadenkreuz der C.I.A. Ronny Cox. Im Leconte-Film Das zweite Leben des Monsieur Manesquier lieh er Jean Rochefort die Stimme. Max von Sydow spricht er in der Serie Die Tudors. Den ZDF-Adventsklassiker Der Seewolf prägte er nachhaltig durch seine Erzählerstimme für den Protagonisten Humphrey van Weyden (Edward Meeks).
Reinhard Glemnitz ist mit der Tänzerin Lydia Blum verheiratet und hat zwei Töchter. Er wohnt seit 1969 in der Nähe des Tegernsees.

## Filmografie (Auswahl)

### Schauspieler
- 1954: 08/15
- 1955: Rosenmontag
- 1959: Arzt ohne Gewissen
- 1960: Mein Schulfreund
- 1963: Das Kriminalmuseum: Fünf Fotos
- 1963: Die fünfte Kolonne – Es führt kein Weg zurück
- 1964: Die Diamantenhölle am Mekong
- 1964: Verdammt zur Sünde
- 1964: Stunden der Angst
- 1964: Die fünfte Kolonne – Treffpunkt Wien
- 1965: Das Kriminalmuseum: Die Mütze
- 1965: Die fünfte Kolonne – Schattenspiel
- 1965: Die fünfte Kolonne – Besuch von drüben
- 1965: Die Schlüssel (Fernseh-Dreiteiler)
- 1966: Der Nachtkurier meldet – Selbstmord ausgeschlossen
- 1966: Der Mann, der sich Abel nannte
- 1966: Raumpatrouille – Die phantastischen Abenteuer des Raumschiffes Orion
- 1966: Die fünfte Kolonne – Stahlschrank SG III
- 1966: Förster Horn – Not am Mann
- 1967: Der Vater und sein Sohn (Fernsehserie)
- 1967: Verräter (Fernseh-Dreiteiler)
- 1968: Detektiv Quarles (Fernsehserie)
- 1968: Sie schreiben mit – Die Chauffeursmütze
- 1969–1976: Der Kommissar (Fernsehserie, 96 Folgen)
- 1971: Erotik im Beruf – Was jeder Personalchef gern verschweigt
- 1979: Blutspur
- 1979: Graf Dracula (beisst jetzt) in Oberbayern
- 1980: Heiße Kartoffeln
- 1982: Tatort: Der unsichtbare Gegner
- 1984: Die Wannseekonferenz
- 1985: Schöne Ferien – Urlaubsgeschichten aus Sri Lanka und von den Malediven
- 1987–1994: Derrick (4 Folgen)
- 1992: Glückliche Reise – Bali
- 1994–1995: Anna Maria – Eine Frau geht ihren Weg (7 Folgen)

### Synchronsprecher

#### Filme
- 1937: Für Leslie Howard in Mr. Dodd geht nach Hollywood als Atterbury Dodd
- 1949: Für Raymond Massey in Ein Mann wie Sprengstoff als Gail Wynand
- 1964: Für David Niven in Major Carrington als Major Charles „Copper“ Carrington
- 1965: Für Robert Redford in Verdammte, süße Welt als Wade Lewis / Lewis Wade
- 1969: Für Alan Marshal in Nach dem dünnen Mann als Robert
- 1971: Für Edward Meeks in Der Seewolf als Humphrey van Weyden (West-Synchro)
- 1973: Für David Hedison in Leben und sterben lassen als Felix Leiter
- 1986: Für Ronald Pickup in Mission als Hontar
- 1988: Für Antoine Fontaine in Lärm und Wut als Schulleiter
- 1989: Für David Hedison in Lizenz zum Töten als Felix Leiter
- 1992: Für Steve Kahan in Brennpunkt L.A. – Die Profis sind zurück als Cpt. Ed Murphy
- 2000: Für Chelcie Ross in The Gift – Die dunkle Gabe als Kenneth King
- 2002: Für Kenneth Welsh in Sherlock Holmes – Der Vampir von Whitechapel als Dr. Watson
- 2003: Für David Suchet in Foolproof – Ausgetrickst als Leo Gillette
- 2005: Für Kenneth Welsh in Der Exorzismus von Emily Rose als Dr. Müller
- 2008: Für François Berléand in Transporter 3 als Inspektor Tarconi
- 2010: Für Marc Macaulay in Wild Things 4 als Capt. Blanchard
- 2015: Für Charles Dance in Und dann gabs keines mehr als Richter Lawrence Wargrave

#### Serien
- 1992: Für Ian Richardson in Ein Kartenhaus als Francis Urquhart
- 1996–1997: Für Michael Ironside in SeaQuest DSV als Captain Oliver Hudson
- 2005: Für Ronny Cox in The Agency – Im Fadenkreuz der C.I.A. als Alex Pierce III.
- 2006–2009: Für Mitch Pileggi in Stargate Atlantis als Col. Steven Caldwell
- 2017: Für William Devane in The Grinder – Immer im Recht als Dean Sanderson, Sr.
- 2017: Für Gerald McRaney in This Is Us – Das ist Leben als Dr. Nathan Katowski

## Hörspiele (Auswahl)
Quelle: ARD-Hörspieldatenbank – Die Hörspiele sind chronologisch nach der Erstsendung aufgelistet.
- 1954: Christian Bock: Hinter sieben Fenstern brennt noch Licht – Regie: Heinz-Günter Stamm (BR) – Erstsendung: 19. Jan. 1954
- 1954: Lesley Storm: Der verhängnisvolle Tag (An- und Absage) – Regie: Heinz-Günter Stamm (BR) – Erstsendung: 16. Mär. 1954
- 1955: Heinrich Laube: Die Karlsschüler (von Hover, genannt Ratzmann) – Regie: Heinz-Günter Stamm (BR) – Erstsendung: 19. Apr. 1955
- 1955: Wolfgang Becker, Per Schwenzen: Hundert Minuten zu früh – Regie: Heinz-Günter Stamm (BR) – Erstsendung: 7. Juni 1955
- 1955: Gerhart Hauptmann: Michael Kramer (Kellner Fritz im Restaurant Bänsch) – Regie: Heinz-Günter Stamm (BR) – Erstsendung: 6. Sep. 1955
- 1956: Wolfgang Weyrauch: Indianische Ballade (Reporter) – Regie: Otto Kurth (BR/HR) – Erstsendung: 12. Mär. 1956
- 1956: Hans Rothe: Zwischen Erde und Himmel (Polizist) – Regie: Heinz-Günter Stamm (BR) – Erstsendung: 8. Juli 1956
- 19??: Walter Bauer: Die Schätze und der Rost (Sohn) – Regie: Ludwig Cremer (WDR) – Erstsendung: 29. Mär. 1957
- 19??: Georg Büchner: Dantons Tod (Philippeau) – Regie: Otto Kurth (WDR/NDR) – Erstsendung: 9. Mai 1957
- 1957: Friedrich von Schiller: Wilhelm Tell – Regie: Heinz-Günter Stamm (BR) – Erstsendung: 1. Jan. 1958
- 1958: Wilhelm Meyer-Förster: Alt-Heidelberg (Bilz) – Regie: Heinz-Günter Stamm (BR) – Erstsendung: 2. Nov. 1958
- 1959: Gerhart Hauptmann: Die Weber – Regie: Heinz-Günter Stamm (BR) – Erstsendung: 15. Dez. 1959
- 1960: Max Halbe: Jugend (Kaplan Gregor von Schigorski) – Regie: Heinz-Günter Stamm (BR) – Erstsendung: 24. Jan. 1960
- 1960: Lew Tolstoi: Katjuscha (Staatsanwalt) – Regie: Heinz-Günter Stamm (SDR/BR) – Erstsendung: 12. Apr. 1960
- 1960: Heinrich von Kleist: Das Käthchen von Heilbronn oder Die Feuerprobe – Regie: Heinz-Günter Stamm (BR) – Erstsendung: 26. Dez. 1960
- 1961: Leo Lenz: Heimliche Brautfahrt (Leutnant von Bünau) – Regie: Heinz-Günter Stamm (BR) – Erstsendung: 22. Jan. 1961
- 1960: Wolfgang Altendorf: Vogelinsel (Sprecher) – Regie: Heinz-Günter Stamm (BR) – Erstsendung: 21. Feb. 1961
- 1961: Georges Simenon: Maigret und die Bohnenstange (Inspektor Lucas) – Regie: Heinz-Günter Stamm (BR) – Erstsendung: 8. Juni 1961
- 1961: Georges Simenon: Maigret und die Unbekannte (Inspektor Lucas) – Regie: Heinz-Günter Stamm (BR) – Erstsendung: 29. Juni 1961
- 1961: Georges Simenon: Maigret und sein Revolver (Inspektor Lucas) – Regie: Heinz-Günter Stamm (BR) – Erstsendung: 6. Juli 1961
- 1961: Alix du Frênes: Lächeln Sie, meine Freunde (Leutnant Felton) – Regie: Heinz-Günter Stamm (BR/SWF) – Erstsendung: 11. Juli 1961
- 1961: Georges Simenon: Maigret und die Groschenschenke (Inspektor Lucas) – Regie: Heinz-Günter Stamm (BR) – Erstsendung: 13. Juli 1961
- 1961: Georges Simenon: Maigret und seine Skrupel (Inspektor Lucas) – Regie: Heinz-Günter Stamm (BR) – Erstsendung: 20. Juli 1961
- 1962: Philip Levene: Terra Incognita (5. Teil: Der Schädel) (Pearson) – Regie: Wilm ten Haaf (BR) – Erstsendung: 9. Aug. 1962
- 1963: Heinz Coubier: Das nackte Leben (Morlot) – Regie: Heinz-Günter Stamm (BR/SWF) – Erstsendung: 26. Mär. 1963
- 1963: Alexandre Dumas: Die Kameliendame (Gaston) – Regie: Heinz-Günter Stamm (BR) – Erstsendung: 30. Juni 1963
- 1963: Friedrich Hebbel: Maria Magdalena (Sekretär) – Regie: Heinz-Günter Stamm (BR/ORF) – Erstsendung: 10. Dez. 1963
- 19??: Hermann Sudermann: Die Ehre (Lothar Brandt) – Regie: Heinz-Günter Stamm (BR) – Erstsendung: 30. Okt. 1964
- 1965: Arthur Conan Doyle: Sherlock Holmes (10. Folge: Das Beryll-Diadem) – Regie: Wilm ten Haaf (SR) – Erstsendung: 3. Jan. 1966
- 1967: Friedrich Michael: Silvia und die Freier (Sir Archibald) – Regie: Heinz-Günter Stamm (BR) – Erstsendung: 28. Nov. 1967
- 1969: Rolf und Alexandra Becker: Gestatten, mein Name ist Cox: Heißen Dank für kaltes Buffet (1. Teil: Ein Toter kommt selten allein) (Sergeant Collins) – Regie: Heinz-Günter Stamm (BR) – Erstsendung: 1969
- 1969: Rolf und Alexandra Becker: Gestatten, mein Name ist Cox: Heißen Dank für kaltes Buffet (2. Teil: Whisky mit Kandis) (Sergeant Collins) – Regie: Heinz-Günter Stamm (BR) – Erstsendung: 1969
- 1969: Rolf und Alexandra Becker: Gestatten, mein Name ist Cox: Heißen Dank für kaltes Buffet (3. Teil: Herzschlag ist doch keine Seuche) (Sergeant Collins) – Regie: Heinz-Günter Stamm (BR) – Erstsendung: 1969
- 1969: Rolf und Alexandra Becker: Gestatten, mein Name ist Cox: Heißen Dank für kaltes Buffet (4. Teil: Tante Bertas Regenschirm) (Sergeant Collins) – Regie: Heinz-Günter Stamm (BR) – Erstsendung: 1969
- 1969: Rolf und Alexandra Becker: Heißen Dank für kaltes Büfett (1. Teil: Ein Toter kommt selten allein) (Sergeant Collins) – Regie: Heinz-Günter Stamm (BR) – Erstsendung: 6. Feb. 1969
- 1969: Rolf und Alexandra Becker: Heißen Dank für kaltes Büfett (2. Teil: Whiskey mit Kandis) (Sergeant Collins) – Regie: Heinz-Günter Stamm (BR) – Erstsendung: 6. Feb. 1969
- 1969: Rolf und Alexandra Becker: Heißen Dank für kaltes Büfett (3. Teil: Herzschlag ist doch keine Seuche) (Sergeant Collins) – Regie: Heinz-Günter Stamm (BR) – Erstsendung: 6. Feb. 1969
- 1969: Rolf und Alexandra Becker: Heißen Dank für kaltes Büfett (4. Teil: Tante Bertas Regenschirm) (Sergeant Collins) – Regie: Heinz-Günter Stamm (BR) – Erstsendung: 6. Feb. 1969
- 1969: Helen McCloy: Spur ohne Namen (Joe Simon, Reporter) – Regie: Edmund Steinberger (BR) – Erstsendung: 20. Mär. 1969
- 1969: Felix Gasbarra: Mond hin und zurück (Der 3. Lautsprecher) – Regie: Heinz-Günter Stamm (BR/SDR) – Erstsendung: 1. Aug. 1969
- 1976: Herbert W. Franke: Papa Joe & Co. (Roger Theyle, amerikanischer Diplomat) – Regie: Heiner Schmidt (BR) – Erstsendung: 5. Mär. 1976
- 1976: Rolf und Alexandra Becker: Dickie Dick Dickens & Co. (5. Staffel: 4. Folge: Das Geschmeide der Kaiserin) (Marchese Alfonso di Quantacasto) – Regie: Peter M. Preissler (BR) – Erstsendung: 15. Apr. 1976
- 1976: Stanisław Lem: Die Mondnacht (Stimme aus Houston) – Regie: Dieter Hasselblatt (BR/NDR/SDR/SFB) – Erstsendung: 3. Mai 1976
- 1976: Karl Richard Tschon: Rumpelstilzchen oder Vermißt wird Dr. Frohmund (Kilian) – Regie: Peter M. Preissler (BR) – Erstsendung: 30. Sep. 1976
- 1976: Hans Kasper: Der Fall der Kommissare – Regie: Günther Sauer (HR) – Erstsendung: 1. Jan. 1977
- 1977: -ky: Niemand hört den Hilferuf (1. Gast) – Regie: Werner Klein (WDR) – Erstsendung: 12. Feb. 1977
- 1977: Charles Maître: Komplizen sind sie alle (Doktor Laurent) – Regie: Peter M. Preissler (BR) – Erstsendung: 30. Juni 1977
- 1977: Günter Müller: Nicht alle verlieren ihren Arbeitsplatz (Münzberg) – Regie: Günther Sauer (WDR) – Erstsendung: 9. Aug. 1977
- 1977: Karl May: Die Sklaven der Arbeit (2. Teil: Der Waldkönig) – Regie: Walter Adler, Bernd Lau (BR/SWF) – Erstsendung: 14. Nov. 1977
- 1977: Jack Pearl: Die Bombe kam vom Weihnachtsmann (Lieutenant Friedman) – Regie: Lilian Westphal (BR) – Erstsendung: 22. Dez. 1977
- 1978: Rodney David Wingfield: Drei Tage Frost (1. Teil) (Sergeant Arthur Hanlon) – Regie: Otto Kurth (BR) – Erstsendung: 6. Apr. 1978
- 1978: Wolfgang Röhrer: Zwischen den Stühlen. Annette K. als rechte Hand des Chefs (Reinhard Mulden) – Regie: Günther Sauer (HR) – Erstsendung: 10. Apr. 1978
- 1978: Rodney David Wingfield: Drei Tage Frost (2. Teil) (Sergeant Arthur Hanlon) – Regie: Otto Kurth (BR) – Erstsendung: 13. Apr. 1978
- 1978: Rodney David Wingfield: Konto ausgeglichen (Adams) – Regie: Wolfram Rosemann (WDR) – Erstsendung: 3. Juni 1978
- 1978: Louis C. Thomas: Selbstjustiz (Robert) – Regie: Wolf Euba (BR) – Erstsendung: 14. Sep. 1978
- 1978: Rolf und Alexandra Becker: Gestatten, mein Name ist Cox: Eben war die Leiche noch da (1. Teil: Der Mann, der an allem schuld ist) (Mr. Willkie) – Regie: Peter M. Preissler (BR) – Erstsendung: 5. Okt. 1978
- 1978: Rolf und Alexandra Becker: Gestatten, mein Name ist Cox: Eben war die Leiche noch da (3. Teil: Wohltätig ist des Feuers Macht, wenn es von Menschenhand entfacht) (Mr. Willkie) – Regie: Peter M. Preissler (BR) – Erstsendung: 19. Okt. 1978
- 1978: Stanisław Lem: Mondnacht und gibt es sie Mister Johns? – Regie: Regie: Ferry Bauer (ORF) – Erstsendung: 31. Okt. 1978
- 1978: Ignatij Dworjetzkij: Der Mann von draußen (Plushin) – Regie: Ulrich Lauterbach (BR) – Erstsendung: 1. Dez. 1978
- 1978:  Karl Richard Tschon: Fröhliche Weihnachten (1. Teil) (Randolph Wilson) – Regie: Peter M. Preissler (BR) – Erstsendung: 7. Dez. 1978
- 1978:  Karl Richard Tschon: Fröhliche Weihnachten (2. Teil) (Randolph Wilson) – Regie: Peter M. Preissler (BR) – Erstsendung: 14. Dez. 1978
- 1978: Max Kruse: Wer weiß, was noch kommt (Reporter) – Regie: Dieter Hasselblatt (BR) – Erstsendung: 5. Mär. 1979
- 1979: Paul van der Hurk: Kriminaldokumentation ... (2. Folge: An der Grenze des Sichtbaren: Das Mikroskop im Dienste der Kriminalistik) (Staatsanwalt) – Regie: Peter M. Preissler (BR) – Erstsendung: 6. Mär. 1979
- 1979: Paul van der Hurk: Kriminaldokumentation ... (3. Folge: Der modernste Gehilfe der Polizei – Computer im Dienste der Kriminalistik) (Kommissar) – Regie: Peter M. Preissler (BR) – Erstsendung: 12. Mär. 1979
- 1979: Francis Didelot: Vergebliche Opfer (Inspektor Ludovic) – Regie: Hans Dieter Schwarze (BR) – Erstsendung: 31. Mai 1979
- 1979: Rodney David Wingfield: Pechvögel (Arthur Savage II) – Regie: Willy Purucker (BR) – Erstsendung: 19. Juli 1979
- 1979: Franz Pikola: Kaliber 6,35 (Kriminalkommissar Lange) – Regie: Edmund Steinberger (BR) – Erstsendung: 23. Sep. 1979
- 1979: Robert L. Fish: Übergabe zwei Uhr nachts (Boynton) – Regie: Lilian Westphal (BR) – Erstsendung: 18. Okt. 1979
- 1979:  Herbert W. Franke: Signale aus dem Dunkelfeld. Eine Begegnung mit nichtmenschlicher Intelligenz (Dr. Pete McGrown) – Regie: Dieter Hasselblatt (BR/SDR) – Erstsendung: 4. Feb. 1980
- 1980: Thomas Rübenacker: Der Bericht (Ein Mann) – Regie: Thomas Rübenacker (BR) – Erstsendung: 28. Mär. 1980
- 1980: Rodney David Wingfield: Zahlende Gäste (Dr. Bush) – Regie: Heiner Schmidt (BR) – Erstsendung: 4. Sep. 1980
- 1980: Walter E. Richartz: Die Spitzensubstanz (Dr. Stramm, Chemiker) – Regie: Walter Adler (BR/HR/SFB) – Erstsendung: 15. Sep. 1980
- 1980: Jürgen Runau: Der Schatten des Balles war aus (Dr. Buschmann) – Regie: Alexander Malachovsky (BR) – Erstsendung: 5. Nov. 1980
- 1980: Wolfgang Ecke: Perry Clifton und das ungewöhnliche Vermächtnis (3. Teil: Fünf Männer und Wolverhampton) (George Hartley) – Regie: Werner Simon, Hans Welker (BR) – Erstsendung: ca. 1981
- 1980: Wolfgang Ecke: Perry Clifton und das ungewöhnliche Vermächtnis (4. Teil: Die Geschichte vom dritten Mann) (George Hartley) – Regie: Hans Welker (BR) – Erstsendung: ca. 1981
- 1980: Wolfgang Ecke: Ein Gauner spielte Mundharmonika (Kommissar Vancalden) – Regie: Werner Simon (BR) – Erstsendung: ca. 1981
- 1981: Ingeborg Schober: Szeneküßchen (Pressebetreuer 1) – Regie: Peter M. Preissler (BR) – Erstsendung: 15. Feb. 1981
- 1983: Peter Hickey, David Rayvern Allen: Monaco Radio Contest 1982: Der Wettbewerb (Bühnenleiter) – Regie: David Rayvern Allen (BR) – Erstsendung: 26. Apr. 1983
- 1983: Wolfgang Ecke: Wer ist der Täter? (Folge: Schach dem König) – Regie: Erwin Weigel (BR) – Erstsendung: 29. Sep. 1983
- 1983: Martha Meuffels: Familie Loibl (21. Folge: Gleiches Recht für Sylvia) (Reiners) – Regie: Michael Peter (BR) – Erstsendung: 8. Okt. 1983
- 1983: Günter Kunert: Countdown (Offizier/Lautsprecherstimme) – Regie: Heiner Schmidt (BR) – Erstsendung: 5. Dez. 1983
- 1984: Konstantin Klein: Wer ist der Täter? (Folge: Nieder mit dem Mozartkugel-Monopol) – Regie: Erwin Weigel (BR) – Erstsendung: 26. Jan. 1984
- 1983: H. G. Wells: Menschen Göttern gleich (Serpentin) – Regie: Wolf Euba (BR) – Erstsendung: 29. Jan. 1984
- 1983: Helmuth M. Backhaus: Der Fall Colonel Blood (Herzog von Buckingham) – Regie:  Helmuth M. Backhaus (BR) – Erstsendung: 8. Mai 1984
- 1984: Rolf und Alexandra Becker: Wer ist der Täter? (Folge: Der Schlüssel zum Verbrechen) (Robert Stromberger) – Regie: Erwin Weigel (BR) – Erstsendung: 25. Mai 1984
- 1984: Martha Meuffels: Familie Loibl (40. Folge: Man muß alles bezahlen im Leben) (Direktor Bauer) – Regie: Michael Peter (BR) – Erstsendung: 2. Juni 1984
- 1984: Martha Meuffels: Familie Loibl (42. Folge: Dreimoi umzogen is so vui wia oamoi obbrennt) (Direktor Bauer) – Regie: Michael Peter (BR) – Erstsendung: 16. Juni 1984
- 1984: Rolf und Alexandra Becker: Wer ist der Täter? (Folge: Mord am laufenden Band) (Markus Winter) – Regie: ? (BR) – Erstsendung: 27. Sep. 1984
- 1985: Tom Blaffert, Georg K. Berres: Wer ist der Täter? (Folge: Künstliche Sonnen) (Herr Collin) – Regie: Erwin Weigel (BR) – Erstsendung: 28. Mär. 1985
- 1985: Michael Koser: Der letzte Detektiv (5. Folge: Requiem) (Dr. Zirose, ein Bestattungsunternehmer) – Regie: Alexander Malachovsky (BR) – Erstsendung: 10. Okt. 1985
- 1985: Karl May: Schloß Wildauen (51. Teil) (Latour) – Regie: Klaus Langer (SWF) – Erstsendung: 12. Dez. 1985
- 1985: Karl May: Schloß Wildauen (52. Teil) (Latour) – Regie: Klaus Langer (SWF) – Erstsendung: 13. Dez. 1985
- 1985: Karl May: Schloß Wildauen (54. Teil) (Latour) – Regie: Klaus Langer (SWF) – Erstsendung: 17. Dez. 1985
- 1985: Karl May: Schloß Wildauen (55. Teil) (Latour) – Regie: Klaus Langer (SWF) – Erstsendung: 18. Dez. 1985
- 1985: Karl May: Schloß Wildauen (91. Teil) (Latour) – Regie: Klaus Langer (SWF) – Erstsendung: 14. Feb. 1986
- 1985: Karl May: Schloß Wildauen (94. Teil) (Latour) – Regie: Klaus Langer (SWF) – Erstsendung: 19. Feb. 1986
- 1985: Karl May: Schloß Wildauen (95. Teil) (Latour) – Regie: Klaus Langer (SWF) – Erstsendung: 20. Feb. 1986
- 1985: Karl May: Schloß Wildauen (96. Teil) (Latour) – Regie: Klaus Langer (SWF) – Erstsendung: 21. Feb. 1986
- 1985: Karl May: Schloß Wildauen (97. Teil) (Latour) – Regie: Klaus Langer (SWF) – Erstsendung: 24. Feb. 1986
- 1985: Karl May: Schloß Wildauen (98. Teil) (Latour) – Regie: Klaus Langer (SWF) – Erstsendung: 25. Feb. 1986
- 1985: Karl May: Schloß Wildauen (99. Teil) (Latour) – Regie: Klaus Langer (SWF) – Erstsendung: 26. Feb. 1986
- 1985: Karl May: Schloß Wildauen (100. Teil) (Latour) – Regie: Klaus Langer (SWF) – Erstsendung: 27. Feb. 1986
- 1986: Claus-Erich Boetzkes: Streng vertraulich (1. Teil) (Alexander Dobrin) – Regie: Erwin Weigel (BR) – Erstsendung: 17. Apr. 1986
- 1986: Claus-Erich Boetzkes: Streng vertraulich (2. Teil) (Alexander Dobrin) – Regie: Erwin Weigel (BR) – Erstsendung: 24. Apr. 1986
- 1985: Anonymus: Der krumme Narr (Sultan) – Regie: Werner Simon (BR) – Erstsendung: 30. Nov. 1986
- 1985: Wilhelm Hauff: Der Affe als Mensch (Tarant, ein Fremder) – Regie: Werner Simon (BR) – Erstsendung: 1. Feb. 1987
- 1987: Martina Bötte-Sonner, Franz-Maria Sonner: Wer ist der Täter? (Folge: Rattenfänger) (Bauunternehmer Bergermann) – Regie: ? (BR) – Erstsendung: ?
- 1985: Anonymus: Abu Kir und Abu Sir (Der König) – Regie: Werner Simon (BR) – Erstsendung: 31. Jan. 1988
- 1988: Marcel Pagnol: Judas (Pontius Pilatus) – Regie: Michael Peter (BR) – Erstsendung: 31. Mär. 1988
- 1988: Andreas Poteschil: Wer ist der Täter? (Folge: Urlaub in Mexiko) (Müller) – Regie: Erwin Weigel (BR) – Erstsendung: ?
- 1986: Anonymus: Vom Schuhflicker und seiner Karawane (Kaufmann Ali) – Regie: Werner Simon (BR) – Erstsendung: 22. Mai 1988
- 1989: Martina Bötte-Sonner, Franz-Maria Sonner: Wer ist der Täter? (Folge: Hier Praxis Doktor M. A. Buse) (Dr. Martin A. Buse, Zahnarzt) – Regie: Erwin Weigel (BR) – Erstsendung: ?
- 1990: Michael Koser: Der letzte Detektiv (18. Folge: Eurobaby) (Cornelis van Meeren) – Regie: Werner Klein (BR) – Erstsendung: 11. Okt. 1990
- 1990: John Dickson Carr: Der Henker wartet nicht (Colonel Andrews) – Regie: Hartmut Kirste (SDR) – Erstsendung: 21. Jan. 1991
- 1991: Franz H. Jakubaß: Mustapha ben Suliman Ali und das Glück (Mustapha ben Suliman Ali) – Regie: Werner Simon (BR) – Erstsendung: 17. Feb. 1991
- 1991: Rolf und Alexandra Becker: Wer ist der Täter? (Folge: Der Todessturz) (Phillip) – Regie: Erwin Weigel (BR) – Erstsendung: 21. Mär. 1991
- 1991: Martina Bötte-Sonner, Franz-Maria Sonner: Wer ist der Täter? (Folge: Im Zeichen des Mahdi) (Mr. Baldwin) – Regie: Erwin Weigel (BR) – Erstsendung: 26. Sep. 1991
- 1991: Max Mohr: Ramper (Barbazin, ein Arzt) – Regie: Carl-Ludwig Reichert (BR) – Erstsendung: 23. Okt. 1991
- 1991: Rolf A. Becker: Wer ist der Täter? (Folge: Inspector Hillocks letzter Mordfall) (Chiefinspector Bendix) – Regie: Erwin Weigel (BR) – Erstsendung: 28. Nov. 1991
- 1991: Johanna Wessner: Wer sucht, der findet – nicht immer, was er sucht (Professor) – Regie: Werner Simon (BR) – Erstsendung: 25. Dez. 1991
- 1991: Franz H. Jakubaß: Der König und sein Narr (Kommandant der Leibgarde) – Regie: Werner Simon (BR) – Erstsendung: 19. Apr. 1992
- 1993: Georg K. Berres: Wer ist der Täter? (Folge: Ad maiorem dei gloriam) (Domherr Ambrosius) – Regie: Erwin Weigel (BR) – Erstsendung: 28. Jan. 1993
- 1993: Georg K. Berres: Wer ist der Täter? (Folge: Legiones et Barbari) (Lepidus Septimus) – Regie: Erwin Weigel (BR) – Erstsendung: 27. Mai 1993
- 1993: Jack Ritchie: Gedächtnis ade – Regie: ? (BR) – Erstsendung: 3. Juni 1993
- 1994: Hanns-Peter Karr: Scrabble (Kommissar Wegener) – Regie: Erwin Weigel (BR) – Erstsendung: 21. Apr. 1994
- 1993: Angelika Stampfer: Das Mädchen in der Werkzeugkiste (1. Teil: Das Schrumpfkind) (Vater Klaus) – Regie: Werner Simon (BR) – Erstsendung: 29. Mai 1994
- 1993: Angelika Stampfer: Das Mädchen in der Werkzeugkiste (2. Teil: Ene, mene, miste – ab in die Kiste) (Vater Klaus) – Regie: Werner Simon (BR) – Erstsendung: 5. Juni 1994
- 19??: Octavia Wolle-Winkler: Räuber, König und Prinzessin (Räuberhauptmann) – Regie: Walter Wippersberg (BR) – Erstsendung: 27. Nov. 1994
- 1994: Bernhard Schlink, Walter Popp: Selbs Justiz (1. Teil) (Gremlich) – Regie: Irene Schuck (BR) – Erstsendung: 8. Dez. 1994
- 1994: Bernhard Schlink, Walter Popp: Selbs Justiz (2. Teil) (Gremlich) – Regie: Irene Schuck (BR) – Erstsendung: 15. Dez. 1994
- 1995: Michael Koser: Der letzte Detektiv (30. Folge: Virtuella) (Willy) – Regie: Werner Klein (BR) – Erstsendung: 5. Okt. 1995
- 1996: Sabine Deitmer: Kalte Küsse (2. Teil) (Herr Wessel) – Regie: Erwin Weigel (BR) – Erstsendung: 2. Mai 1996
- 1996: Franz H. Jakubaß: Ali und der Wunderstein (Sultan) – Regie: Werner Simon (BR) – Erstsendung: 1. Dez. 1996
- 1996: Robert Bolt: Der kleine dicke Ritter (1. Teil: Auf welche Weise Oblong zum ersten Mal über Bolligru siegte) (Herzog) – Regie: Walter Wippersberg (BR/WDR/DLR Berlin) – Erstsendung: 25. Dez. 1996
- 1996: Robert Bolt: Der kleine dicke Ritter (2. Teil: Auf welche Weise Oblong zum zweiten Mal über Bolligru siegte) (Schäfer) – Regie: Walter Wippersberg (BR/WDR/DLR Berlin) – Erstsendung: 26. Dez. 1996
- 1996: Robert Bolt: Der kleine dicke Ritter (5. Teil: Auf welche Weise Oblong zum fünften Mal über Bolligru siegte) (Herzog) – Regie: Walter Wippersberg (BR/WDR/DLR Berlin) – Erstsendung: 29. Dez. 1996
- 1997: Carola Zinner: Hüttenzauber (Herr Johannes) – Regie: Leonhard Huber (BR) – Erstsendung: 26. Jan. 1997
- 1997: Thomas Schmid: Spätfolgen (Kommissar Roland) – Regie: Erwin Weigel (BR) – Erstsendung: 27. Feb. 1997
- 1998: Thomas Schmid: Wer ist der Täter? (Folge: Seitensprung ins Jenseits) (Rudolph Bultmann) – Regie: Erwin Weigel (BR) – Erstsendung: 29. Jan. 1998
- 1998: Tom Blaffert: Wer ist der Täter? (Folge: Rendezvous im Moulin Rouge) (Alfonse Comte d'Aubergine) – Regie: Erwin Weigel (BR) – Erstsendung: 24. Sep. 1998
- 1998: Miguel de Cervantes: Don Quixote (1. Teil) (Pfarrer) – Regie: Walter Wippersberg (BR) – Erstsendung: 25. Dez. 1998
- 1998: Miguel de Cervantes: Don Quixote (2. Teil) (Pfarrer) – Regie: Walter Wippersberg (BR) – Erstsendung: 26. Dez. 1998
- 1998: Miguel de Cervantes: Don Quixote (4. Teil) (Pfarrer) – Regie: Walter Wippersberg (BR) – Erstsendung: 28. Dez. 1998
- 1998: Miguel de Cervantes: Don Quixote (5. Teil) (Pfarrer) – Regie: Walter Wippersberg (BR) – Erstsendung: 29. Dez. 1998
- 1998: Miguel de Cervantes: Don Quixote (6. Teil) (Pfarrer) – Regie: Walter Wippersberg (BR) – Erstsendung: 30. Dez. 1998
- 1999: Johnston McCulley: Zorro (2. Teil: Das Blut der Pulido) (Gouverneur) – Regie: Peter Michel Ladiges (BR) – Erstsendung: 6. Juni 1999
- 1999: Philip Kerr: Esau (1. Teil: Unternehmen Bellerophon) (Sprecher) – Regie: Walter Adler (BR) – Erstsendung: 21. Okt. 1999
- 1999: Angelika Stampfer: Wer ist der Täter? (Folge: Mord im Labor) (Professor) – Regie: Erwin Weigel (BR) – Erstsendung: 25. Nov. 1999
- 1999: Rudolf Herfurtner: Joseph und seine Schwester (1. Teil) (Pharao) – Regie: Walter Wippersberg (BR/WDR) – Erstsendung: 25. Dez. 1999
- 1999: Rudolf Herfurtner: Joseph und seine Schwester (2. Teil) (Pharao) – Regie: Walter Wippersberg (BR/WDR) – Erstsendung: 26. Dez. 1999
- 1999: Rudolf Herfurtner: Joseph und seine Schwester (3. Teil) (Pharao) – Regie: Walter Wippersberg (BR/WDR) – Erstsendung: 27. Dez. 1999
- 2002: Laura Feuerland: Die Kriminalfälle des Inspektor Kroll (39. Folge: Der Blumenmord) (Inspektor Kroll) – Regie: Holger Buck (BR) – Erstsendung: 8. Sep. 2002
- 2002: Laura Feuerland: Die Kriminalfälle des Inspektor Kroll (49. Folge: Der Bankräuber) – Regie: Eva Demmelhuber (BR) – Erstsendung: 3. Nov. 2002
- 2002: Truman Capote: Kaltblütig (1. Teil: Die sie als letzte sahen) (Mr. Johnson) – Regie: Irene Schuck (BR) – Erstsendung: 5. Dez. 2002
- 2002: Truman Capote: Kaltblütig (3. Teil: Die Ecke) (Mr. Fleming) – Regie: Irene Schuck (BR) – Erstsendung: 19. Dez. 2002
- 2003: Markus Vanhoefer: Willy Watson und das Auge des Jaguars (1. Teil) – Regie: Markus Vanhoefer (BR) – Erstsendung: 20. Apr. 2003
- 2003: Markus Vanhoefer: Willy Watson und das Auge des Jaguars (2. Teil) – Regie: Markus Vanhoefer (BR) – Erstsendung: 21. Apr. 2003
- 2003: Luise Rinser: Drei Kinder und ein Stern (Erzähler) – Regie: Justina Buddeberg-Mosz (BR) – Erstsendung: 24. Dez. 2003
- 2002: Laura Feuerland: Die Kriminalfälle des Inspektor Kroll (47. Folge: Der Eis-Mann) (Inspektor Kroll) – Regie: Holger Buck (BR) – Erstsendung: 8. Feb. 2004
- 2004: David Steel: Fuchs & Igel – Märchendetektive (5. Folge: Ein Frosch zum Verlieben) (Heinrich) – Regie: Bernhard Jugel (BR) – Erstsendung: 23. Mai 2004
- 2003: Eva Demmelhuber: Die Kriminalfälle des Inspektor Kroll (52. Folge: Die Welt der Lili Mo) (Inspektor Kroll) – Regie: Eva Demmelhuber (BR) – Erstsendung: 20. Nov. 2005
- 2002: Laura Feuerland: Die Kriminalfälle des Inspektor Kroll (50. Folge: Der Geist vom Happelsee) (Inspektor Kroll) – Regie: Holger Buck (BR) – Erstsendung: 4. Juni 2006
- 2008: Thomas Schmid: Karin Kommissarin ... (Folge: Das Medaillon der alten Dame) – Regie: Eva Demmelhuber (BR) – Erstsendung: 1. Juni 2008
- 2008: Thomas Schmid: Karin Kommissarin ... (Folge: Grusel auf Schloss Blütenpracht) – Regie: Eva Demmelhuber (BR) – Erstsendung: 22. Juni 2008
- 2007: Katharina Neuschaefer: Georg Friedrich Händel – Helden, Gauner, Halleluja (1. Teil) (Georg Philipp Telemann) – Regie: ? (BR) – Erstsendung: 3. Okt. 2008
- 2007: Katharina Neuschaefer: Georg Friedrich Händel – Helden, Gauner, Halleluja (2. Teil) (Georg Philipp Telemann) – Regie: ? (BR) – Erstsendung: 5. Okt. 2008
- 2011: Markus Vanhoefer: Brandenburgische Konzerte (Herzog Wilhelm Ernst) – Regie: Eva Demmelhuber (BR) – Erstsendung: 24. Apr. 2011
- 1962: Philip Levene: Terra Incognita (4. Teil der gekürzten Fassung) (Pearson) – Regie: Wilm ten Haaf (BR) – Erstsendung: 21. Nov. 2012
- 1962: Philip Levene: Terra Incognita (5. Teil der gekürzten Fassung) – Regie: Wilm ten Haaf (BR) – Erstsendung: 29. Nov. 2012